# Udvornici
Udvornici, či též udvarniki čili přídvoří – sloužící u královského dvora (maďarsky udvarnokok),  byla společenská vrstva požívající částečných svobod s povinností vykonávat specifické služby pro královský dvůr ve středověkém Uherském království.
Dle pojmenování lze soudit, že šlo o obyvatelstvo slovanského původu v období dobývání Karpatské kotliny Maďary. Jejich pánem byl přímo panovník, avšak administrativně byli podřízeni palatinovi.